# Hábitat

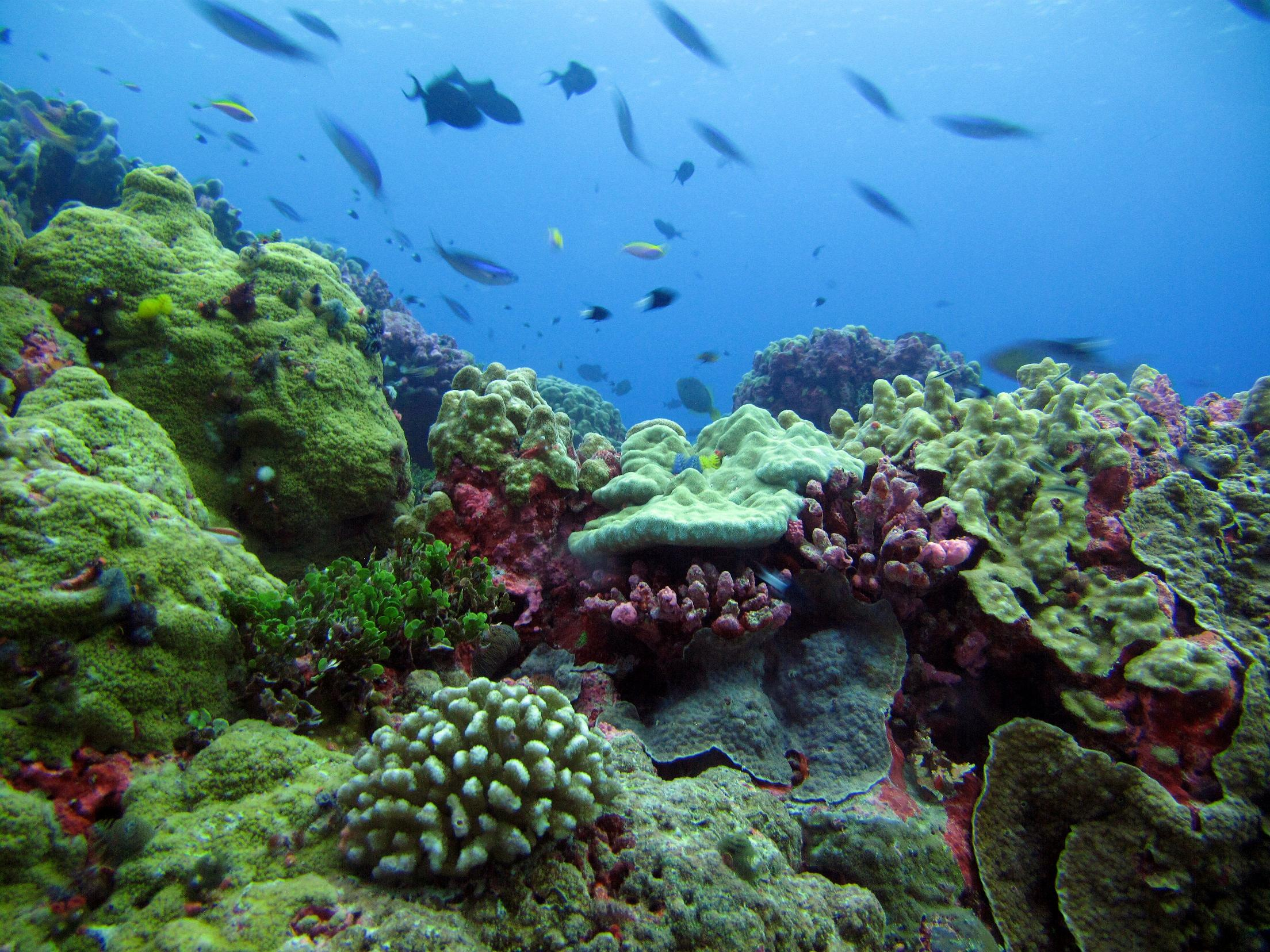
Este arrecife de coral de la Zona Protegida de las Islas Fénix sirve de hábitat a numerosas especies marinas.

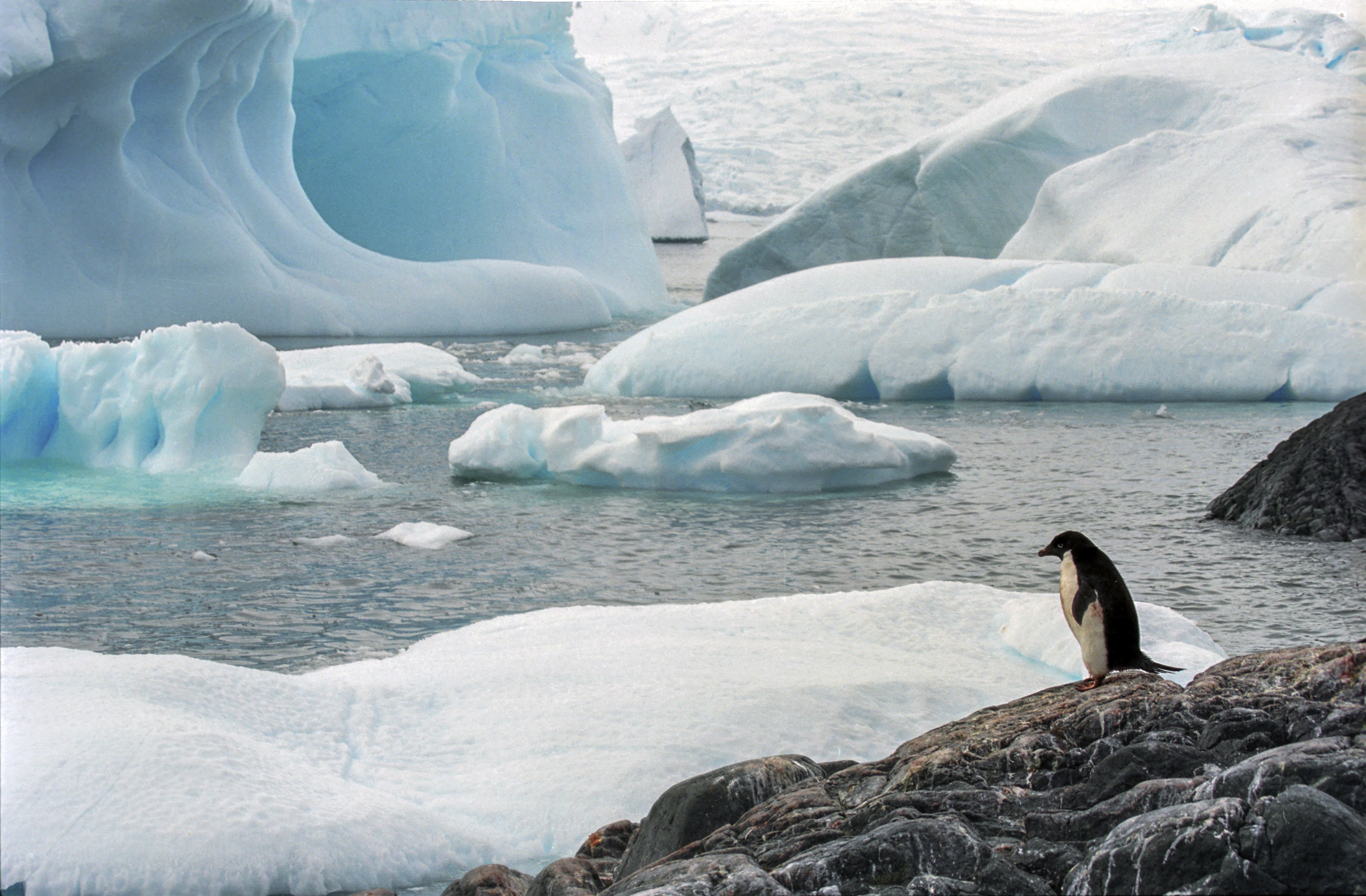
Pocas criaturas hacen de las placas de hielo de la Antártida su hábitat, pero el agua bajo el hielo puede proporcionar hábitat a múltiples especies. Animales como los pingüinos se han adaptado a vivir en condiciones muy frías.

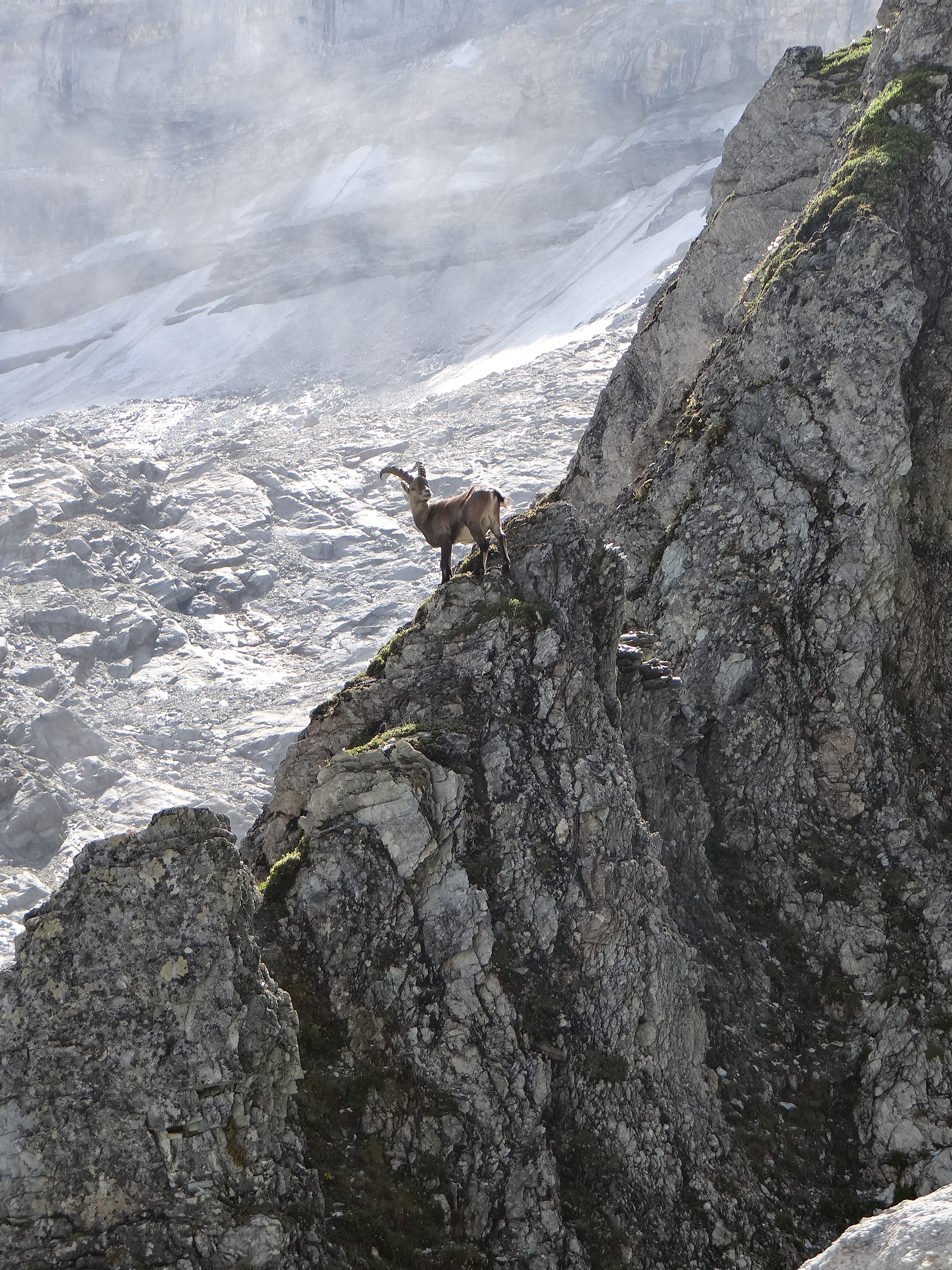
Capra en un hábitat alpino

En un ecosistema, el hábitat es el lugar donde vive la comunidad. Un hábitat puede ser de gran tamaño, como el océano abierto o los bosques de coníferas del hemisferio norte, y asimismo puede ser pequeño, como una charca de marea o las glándulas sebáceas de un mamífero.
El concepto de hábitat es utilizado por biólogos y ecólogos con una acepción mientras que arquitectos y urbanistas lo utilizan comúnmente desde una visión antrópica, e incluso, antropocéntrica. En el primer caso, se refieren al lugar con determinadas condiciones para que viva una comunidad biótica determinada o una población de una especie (siendo el término biotopo el análogo que corresponde a una comunidad vegetal o animal). En el segundo caso, se trata del ambiente construido en el que vive el ser humano. En este sentido, también se utiliza la expresión hábitat construido para diferenciarlo del utilizado por la biología.
El Día Mundial del Hábitat es el primer lunes de octubre de cada año. Fue establecido por la ONU en 1985 para reconocer los avances logrados en el hábitat humano, con especial acento en las ciudades, temas de género, la vivienda y el trabajo, entre otros.
Los factores físicos o abióticos pueden incluir, por ejemplo, el suelo, la humedad, el rango de temperatura y la intensidad de luz. Los factores bióticos incluyen la disponibilidad de alimento y la presencia o ausencia de depredadores. Cada especie tiene unos requisitos particulares de hábitat: las especies generalistas de hábitat pueden prosperar en una amplia gama de condiciones ambientales, mientras que las especies especialistas de hábitat necesitan un conjunto muy específico de factores para sobrevivir. 
El hábitat de una especie no se encuentra necesariamente en una zona geográfica, puede ser el interior de un tallo, un tronco podrido, una roca o una mata de musgo; un organismo parásito tiene como hábitat el cuerpo de su huésped, parte del cuerpo del huésped (como el tubo digestivo), o una célula única dentro del cuerpo del huésped.
Los tipos de hábitat son categorizaciones ambientales de diferentes entornos basadas en las características de una zona geográfica determinada, en particular la vegetación y el clima. Así, los tipos de hábitat no se refieren a una sola especie, sino a múltiples especies que viven en la misma zona. Por ejemplo, los tipos de hábitat terrestres incluyen el bosque, la estepa, la pradera y el hábitat semiárido o desierto. Los tipos de hábitats de agua dulce incluyen las marismas, los arroyos, los ríos, los lagos y los estanques. Por su parte, los tipos de hábitats marinos incluyen las marismas saladas, la costa, la zona intermareal, los estuarios, los arrecifes, las bahías, el mar abierto, el fondo marino, las aguas profundas y las rejillas de ventilación submarinas. 
Los tipos de hábitat pueden cambiar con el tiempo. Las causas del cambio pueden incluir un acontecimiento violento como la erupción de un volcán, un terremoto, un tsunami, un incendio forestal o un cambio en las corrientes oceánicas. También el cambio puede producirse de forma más gradual, a lo largo de milenios, con alteraciones en el clima, porque las capas de hielo y los glaciares avanzan y retroceden y a medida que los diferentes patrones climáticos provocan cambios en las precipitaciones y en la radiación solar. Otros cambios se producen como consecuencia directa de las actividades humanas, como la deforestación, el arado de antiguas praderas, el desvío y represamiento de ríos, el drenaje de marismas y el dragado del fondo marino. La introducción de especies exóticas puede tener un efecto devastador en la fauna autóctona por el aumento de la depredación, por la competencia por los recursos o por la introducción de plagas y enfermedades para las que las especies autóctonas no tengan inmunidad.

## Definición y etimología
La palabra "hábitat" se utiliza desde aproximadamente 1755 y deriva del latín habitāre, habitar, de habēre, tener o sostener. El hábitat puede definirse como el entorno natural de un organismo, el tipo de lugar en el que es natural que viva y crezca. Su significado es similar al de un biotopo; un área de condiciones ambientales uniformes asociadas a una comunidad particular de plantas y animales.

Algunos ecólogos y biólogos, así como las biólogas Curtis et al., definen el hábitat como ese lugar físico que alberga una comunidad biótica, estableciendo una diferenciación entre nicho y hábitat ecológico:
"No debe confundirse nicho con hábitat, mientras que el nicho es un conjunto particular de variables bióticas y abióticas con las que interactúa cierta población, el hábitat es un concepto más amplio, que se refiere a un lugar físico que puede proveer nichos a varias poblaciones diferentes. […] En el hábitat se encuentran los recursos que las especies necesitan y el nicho indica que requiere cada una o dónde lo busca."
Sin embargo, como comentan Marín y colegas, "si bien esta aproximación ecológica del hábitat es más compleja que la de nicho, su elaboración se circunscribe en un paradigma que no está pensado para estudiar al humano como otro animal que hace parte del objeto de estudio de las ciencias de la vida, como la ecología, la biología, entre otras"(p.213). Y allí es donde surge la ecología humana y su rol de estudiar el hábitat humano.

## Factores ambientales
Los principales factores ambientales que afectan a la distribución de los organismos vivos son la temperatura, la humedad, el clima, el suelo y la intensidad de luz, así como la presencia o ausencia de todos los requisitos que el organismo necesita para mantenerse. En general, las comunidades animales dependen de tipos específicos de comunidades vegetales.
Algunas plantas y animales tienen requisitos de hábitat que se cumplen en una amplia gama de lugares. Por ejemplo, la pequeña mariposa blanca Pieris rapae se encuentra en todos los continentes del mundo excepto en la Antártida. Sus larvas se alimentan de una amplia gama de Brassica y otras especies de plantas, y prospera en cualquier lugar abierto con diversas asociaciones de plantas. En cambio, la gran mariposa azul Phengaris arion es mucho más específica en sus requisitos; sólo se encuentra en zonas de pastizales calcáreos, pues sus larvas se alimentan de especies de Thymus y, debido a los complejos requisitos de su ciclo biológico, sólo habita en zonas en las que viven hormigas Myrmica.
Las perturbaciones son importantes en la creación de tipos de hábitat biodiversos. En ausencia de perturbaciones, se desarrolla una cubierta de vegetación clímax que impide el establecimiento de otras especies. Los conservacionistas a veces crean praderas de flores silvestres, pero la mayoría de las plantas con flores utilizadas son anuales o bienales y desaparecen al cabo de unos años en ausencia de zonas de suelo desnudo en las que puedan crecer sus plántulas. Los rayos y los árboles derribados en los bosques tropicales permiten mantener la riqueza de especies a medida que las especies pioneras se desplazan para llenar los huecos creados. Del mismo modo, los tipos de hábitats costeros pueden llegar a estar dominados por algas hasta que una tormenta perturba el lecho marino y arrastra las algas, o el desplazamiento de los sedimentos expone nuevas zonas para la colonización. Otra causa de perturbación es cuando una zona puede verse desbordada por una especie introducida invasora que no es mantenida bajo control por enemigos naturales en su nuevo hábitat.

## Diversos conceptos
Existen por lo menos cuatro conceptos diferentes de "hábitat" en ecología. Tienen en común la definición explícita del término y la referencia espacial. El carácter explícito se refiere a que es imposible definir hábitats donde no existe un componente biótico. El segundo factor común es la referencia espacial, de lugar, del sitio donde aparece el elemento biótico. Las diferencias tienen que ver con los dos factores anteriores, si se hace referencia a una especie (o población) o a un conjunto de ellas, y si el espacio se define en términos de área rasa o si se incluyen una mayor cantidad de factores abióticos (climatología, temperatura, etcétera).

### Hábitats del mundo
En cada región existen hábitats diferentes que cambian continuamente por el clima o por la influencia humana. En el mundo, hay tipos de hábitats que albergan diversas especies de animales y vegetación. Para una bacteria, un charco en alguna ciudad puede ser su hábitat, para un león su pradera en África, y también un oso en una montaña de Norteamérica o una serpiente en un pantano de Asia. Todos estos son hábitats de varios ecosistemas que pertenecen a lugares específicos, en los cuales el clima determina y hace posible que la vida animal y vegetal aparezca y se reproduzca de una manera particular y estable.
El uso del término en ciencias biológicas aparece a comienzos del siglo XX dentro de la comunidad de zoólogos de la época, para denominar el “lebensraum” (‘hábitat’, en alemán) o habitación de una especie; es decir, el espacio donde esta vive (no confundir el concepto de hábitat con el neologismo lebensraum adoptado en sociología). El concepto naturalista-biológico hace referencia estrictamente al emplazamiento geográfico donde se encuentra determinada especie y a su área de distribución. Podría definirse como el lugar donde un organismo (planta o animal) vive naturalmente. Es un concepto sencillo y claro, fácil de entender e interpretar y no presenta mayor ambigüedad. Sin embargo, para casos como los de especies migratorias y/o con ciclos de desarrollo y reproducción en lugares diferentes, la definición espacial puede no ser una tarea sencilla. En dichos casos, para mantenerse dentro del concepto, se hace referencia a tipos de hábitats complejos.
Con el desarrollo de la teoría ecológica se incorpora una dimensión ambiental más a este primer concepto y se introducen como parte fundamental de la definición los factores abióticos, convirtiéndose el hábitat en el espacio que reúne las características físicas y biológicas necesarias para la supervivencia y reproducción de una especie.
Esta segunda definición se refiere directamente a las condiciones bióticas y abióticas presentes en un determinado espacio, aptas para una determinada especie. Libera al concepto de la estricta presencia de la especie para limitar este espacio, ya que se define solo en términos de sus requerimientos ambientales. Ya no es la distribución real de la especie la determinante sino el espacio que cumple las condiciones para que esta ocurra; este espacio se divide pues en hábitat real y hábitat potencial.
Estos dos conceptos de hábitat son monoespecíficos y limitados al manejo de problemas autoecológicos; solo marginalmente puede abordarse con ellos enfoques sinecológicos. Desde la perspectiva de la conservación son especialmente prácticos, aplicados, por ejemplo, a problemáticas puntuales de especies amenazadas o en peligro de extinción. Sin embargo, en los estudios más generales, holistas o a mayor escala ecológica, las dos definiciones previas pueden ser insuficientes o inadaptadas. Así se llega a un tercer concepto, que se desmarca de los anteriores al integrar ya no una sino varias especies en su definición explícita para conformarse más en una unidad ambiental, discernible de otras unidades. Se habla entonces de hábitat en términos del espacio que comparten varias especies, caracterizado por cierta uniformidad de las condiciones bióticas y abióticas. Se consideran entonces características ambientales adecuadas (óptimas) no solo para una especie sino para varias. En este caso es la biocenosis la que define el hábitat; lo que introduce la necesidad de uniformidad. Los diferentes hábitats son detectados o identificados por el cambio o la modificación de esa uniformidad.
Ligar el concepto de hábitat al de biocenosis comporta algunas características especialmente prácticas con respecto a las otras dos definiciones:
- Espacialmente único: un mismo espacio no puede corresponder a dos hábitats distintos en un mismo tiempo.
- Ambientalmente uniforme: su definición explícita es multiespecífica, y por tanto es poco sensible a especies con ciclos de vida complejos.
- Especies estructuradoras: en el conjunto de especies que conforman el componente biótico se definen como aquellas a las cuales está supeditada la presencia de las demás.

El hábitat puede ser definido solamente a partir del conjunto de especies estructuradoras o poblamientos. Es decir, que es independiente del nivel de organización del componente biótico. Este concepto de hábitat puede confundirse con el de biotopo; sin embargo, en general, este último se refiere específicamente al espacio topográfico que ocupan las diferentes comunidades biológicas.
Es posible subdividir un hábitat en diversos microhábitats, o porciones del espacio del hábitat, que siempre van juntos.

### Clases de hábitats
Los hábitats se clasifican en tres tipos principales: terrestres, marinos y de aguas continentales. Un hábitat terrestre es un hábitat que presenta oxígeno, en el que existe la posibilidad de un cambio brusco de temperatura o cambio meteorológico y que está sobre la superficie terrestre (geosfera). Por su parte, un hábitat marino es un hábitat situado en aguas marinas, en océanos y mares (hidrosfera), donde la luz solo alcanza los primeros 50 o 100 metros bajo la superficie, la temperatura no varía bruscamente y los seres vivos están completamente adaptados a la salinidad marina. En cuanto al hábitat de agua continental, es una cantidad de agua parada o en movimiento alejada del territorio marítimo, donde la temperatura no cambia bruscamente y su claridad y luminosidad dependen de la turbidez del agua.
Cada bioma, o conjunto de ecosistemas característicos de una zona biogeográfica, responde a ciertas características climatológicas, ambientales y geográficas. De esta manera, se han formado diferentes tipos de biomas, como los siguientes (las columnas están divididas por tipo de hábitat):
- Pradera
- Bosque
- Desierto
- Montaña
- Marisma
- Sabana
- Región polar
- Altiplano
- Quebrada
- Lago
- Pantano
- Río
- Arrecife de coral
- Océano
- Playa

## Hábitat en la arquitectura y el urbanismo
El hábitat es un fenómeno que también se presenta en las ciudades y el conjunto de construcciones antrópicas, y por tanto en los humanos y sus asentamientos. Bien lo definen Echeverría y colegas, en el libro ¿Qué es el hábitat?, desde el cual Marín y otros explican que "la Conferencia Hábitat I en 1976 fue el primer momento en el que se empezó a usar este concepto, proveniente de la ecología, en la cuestión de los asentamientos  humanos. Como se puede observar, el hábitat en sí es un concepto interdisciplinario que cruza y une varios campos del conocimiento mediante el vínculo que hace la ecología, desde ciencias naturales como la biología, hacia ciencias humanas y sociales como la arquitectura". Estas contribuciones aclaran la transformación epistemológica que ha tenido el concepto o fenómeno y hacen parte del campo de estudios del hábitat humano.
El control del entorno y la creación de condiciones adecuadas a sus necesidades y al desarrollo de sus actividades son cuestiones que la especie humana se ha planteado desde sus orígenes. El diseño de la vivienda a lo largo de la historia refleja las diferentes soluciones adoptadas en cada período frente al problema de proveerse de un entorno pequeño y controlado, dentro del amplio espacio natural, generalmente castigado por factores adversos tales como el frío, el calor, el viento, las lluvias y la radicación solar.
La adaptación humana al medio ambiente era y sigue siendo un principio esencial en el mundo de la arquitectura. Vitrubio dijo en su obra De architectura: «El estilo de los edificios debe ser manifiestamente diferente en Egipto que en España, en Pontus y en Roma, y en países y regiones de características diferentes», haciendo referencia a que cada zona tiene un clima diferente y por lo tanto la construcción en cada zona tiene que seguir las condiciones más adaptables a su entorno.
Los arquitectos, para diferenciarlo de la acepción biológica, han acuñado el concepto de hábitat construido (hábitat colectivo o individual) con el fin de clarificar la opción antrópica.